# مدينة الملك فيصل العسكرية
مدينة الملك فيصل العسكرية هي مدينة عسكرية أفتتحت عام 1971 في مدينة خميس مشيط بمنطقة عسير، توفر احتياجات منسوبي القوات المسلحة في المنطقة. تحوي إسكان وناديين للضباط والأفراد واستاد رياضي يضم الألعاب المختلفة ونادي للسيدات وآخر للفروسية وصالة للنشاط الثقافي ومبنى للضيافة العسكرية ومكتب للخطوط السعودية. تحوي المدينة كذلك على مدارس للأبناء والبنات في جميع المراحل التعليمية، إضافة لمنتزهات وأماكن ترفيهية وخدمات عامة، وأنشئ مستشفى الملك فيصل العسكري ليوفر جميع الخدمات الطبية لضباط وأفراد القوات المسلحة في المنطقة.